# Le Tabou
Le Tabou（ル・タブー）は、2005年にファッションデザイナー前田 誠により設立された、日本のアクセサリーブランド。
想像上の戯曲のストーリーに沿って展開される、前田の世界観とセンスが凝縮された重厚な作品が特徴。
2008年から行った「HYSTERIC GLAMOUR」（ヒステリックグラマー）とのコラボレーションアイテムは、最終的に10,000ピース程度を販売。

## 歴史
- 2005年 ファッションデザイナー前田 誠により設立。
- 2006年 シルバーアクセサリー＆シルバージュエリーコレクションスタート。
- 2008年 「HYSTERIC GLAMOUR」（ヒステリックグラマー）とのコラボレーション開始。
- 2009年 オフィシャルサイト「Le Tabou」開設。
- 2017年 オフィシャルサイト「Le Tabou」からショッピング機能を独立させた「Le Tabou Official Online Shop」を開設。

## 利用者
TVや雑誌などでYOSHIKIや吉川晃司などの着用が認められる。

## 取扱店
基本的には「Le Tabou Official Online Shop」および、アクセサリー通販サイト「12 midnight」（トゥエルブミッドナイト）でのオンライン販売。
2021年6月現在、Le Tabouの商品が常設されている実店舗は、東京都渋谷区鉢山町のbajra DAIKANYAMAのみである。